# Kamiros
Kamiros (řecky Κάμειρος) je archeologické naleziště v obecní jednotce Kameiros na ostrově Rhodos v Řecku. Leží na severozápadním pobřeží ostrova, asi 3 km západně od obce Kalavarda. Pochází z dob antického Řecka.

## Historie
Kamiros bylo nejmenší ze zakladatelských měst rhodského antického státu. Mělo více konzervativní a zemědělský charakter než obchodně založený Lindos nebo aristocratický Ialyssos, a tento charakter si zachovalo po celou antiku. 
Nejstarší stopy osídlení oblasti Kamirosu se datují do mykénského období (pohřebiště u obce Kalavarda). Současné naleziště odkrývá antické město z 6. – 2. stol. př. n. l., přestavěné po ničivém zemětřesení v r. 226 př. n. l. Hlavní památky pocházejí z helénského období 3. – 2. stol. př. n. l. Město bylo náhle opuštěno, patrně po zemětřesení v r. 142 př. n. l., ale jasné důkazy zničení města přírodními živly ani bojem nebyly nalezeny. Akropole byla objevena Alfredem Biliotti a Augustem Salzmannem mezi lety 1852 až 1864. Italové pokračovali ve vykopávkách až do konce 2. světové války. V současnosti je areál spravován řeckým památkovým ústavem, oplocen, a vstup je zpoplatněn.

### Archeologické naleziště
Vykopávky odkrývají antické město, které bylo rozloženo na třech úrovních po stranách údolí. Na vrcholové plošině kopce je Akropole s chrámovým komplexem bohyně Atény. Pod ní byla odkryta cisterna z archaického období, zajišťující vodu až pro 400 rodin. Nad cisternu byla později postavena stoa z 6. stol. př. n. l. se dvěma řadami dórských sloupů. Směrem do kopce k ní přiléhaly menší místnosti, nejspíše obydlí a obchody. Na pravostranném úbočí bylo sídliště obyvatel města, jehož úzké uličky mají pravidelný půdorys. Domy měly většinou více místností, u některých (zejm. v nižší části města) byl identifikován peristyl a další typické znaky helénského stylu. Levostranná část města měla správní a náboženský charakter. Dominuje dórský chrám, pravděpodobně zasvěcený bohu Apollónovi. Před ním byla agora. Samotné město bylo tedy založeno Dóry. Základy chrámů byly položeny pravděpodobně v 8. století př. n. l.

## Galerie

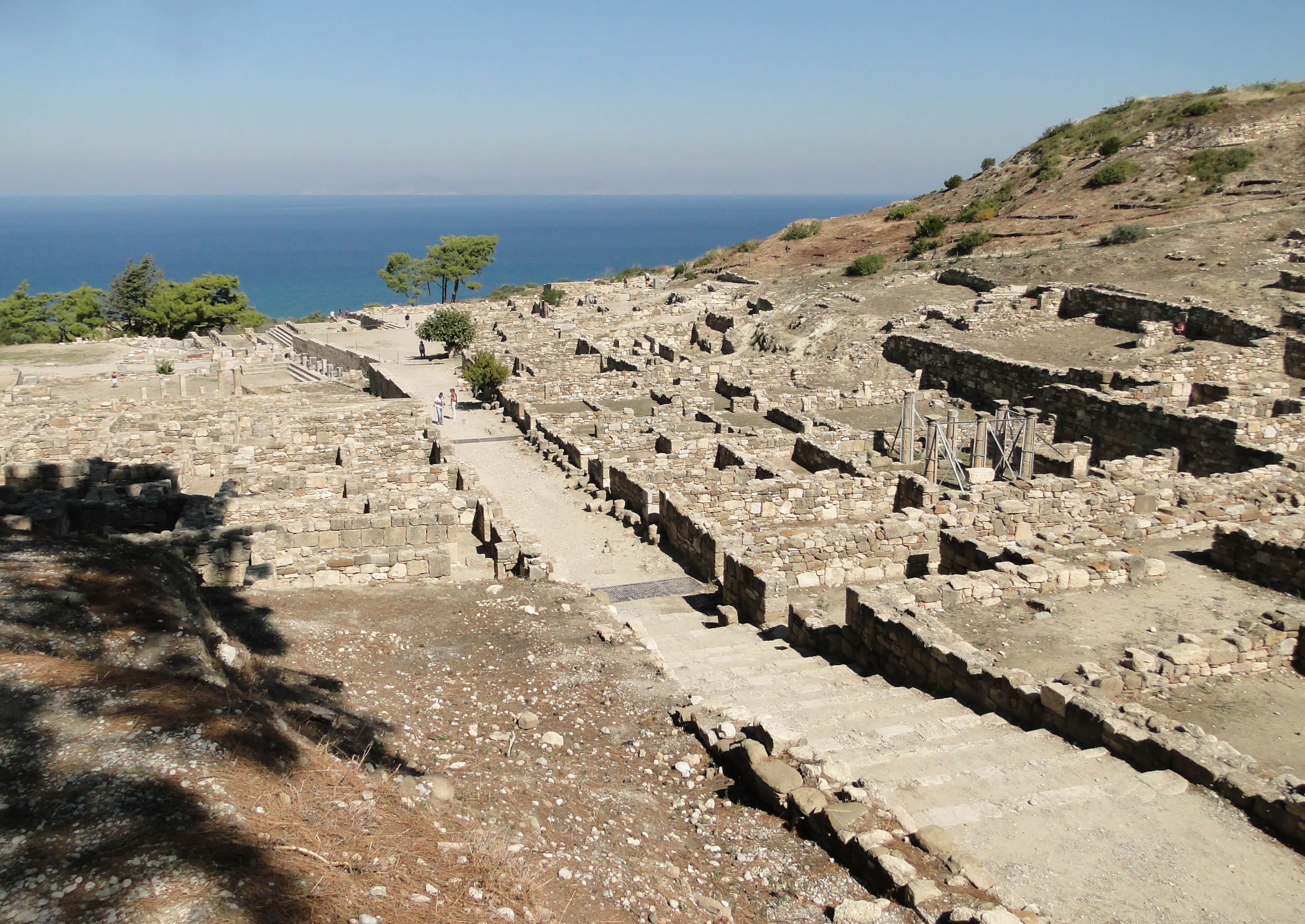
Hlavní ulice
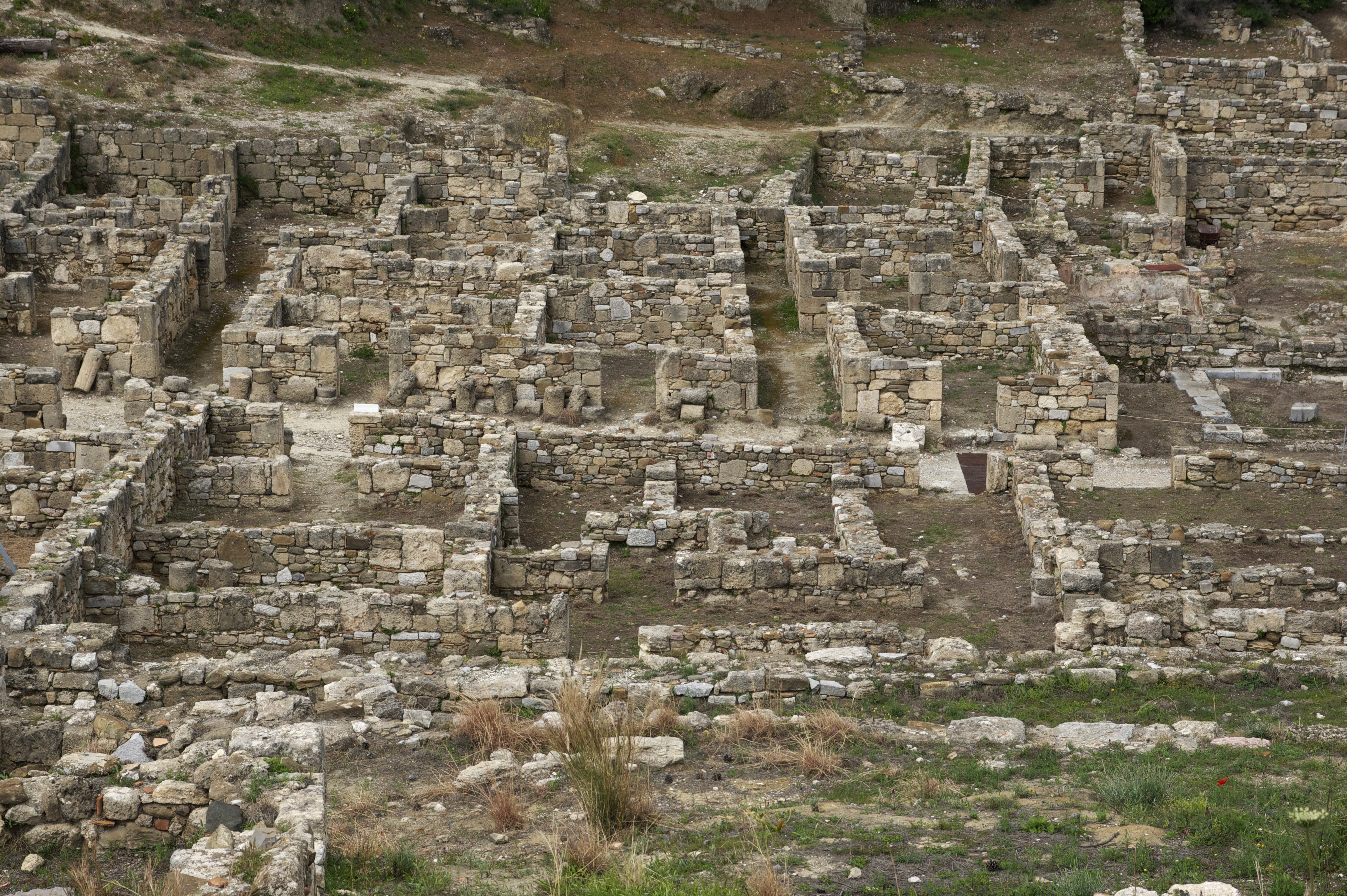
Domy helénského období
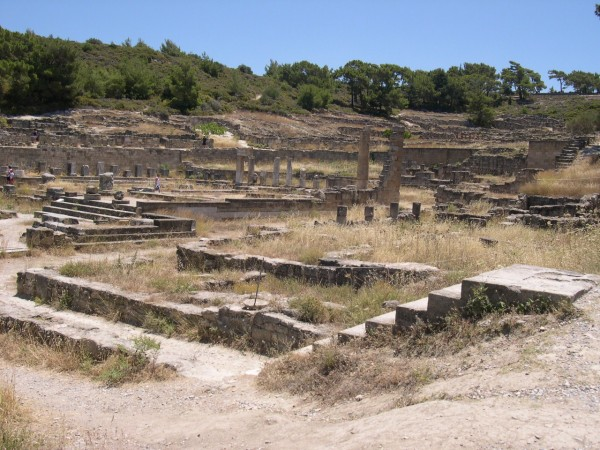
Ruiny antického města
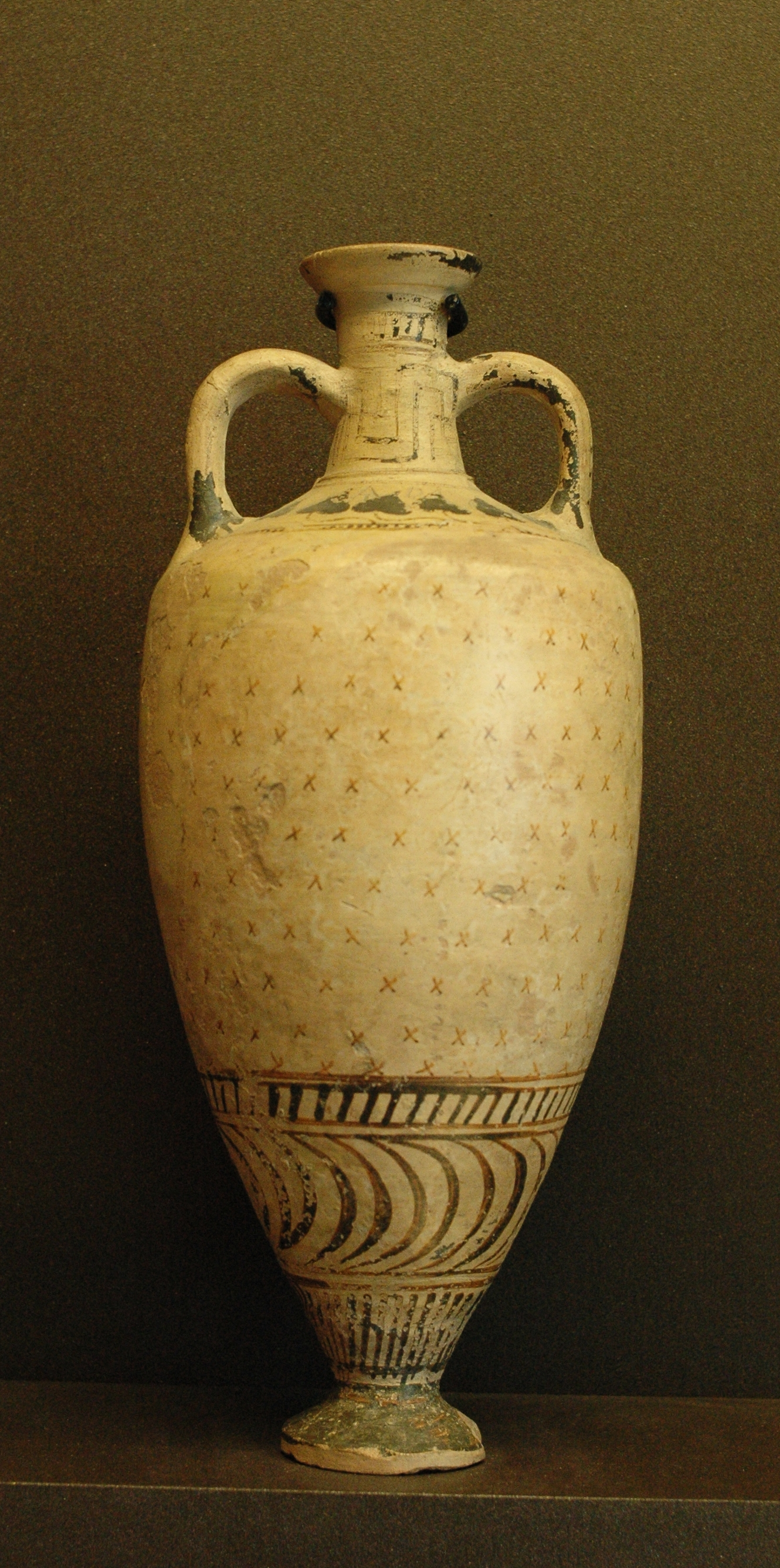
Řecká antická keramika nalezená v Kamiru